# Verdalsøra
Verdalsøra (auch Verdal) ist eine Stadt in der norwegischen Kommune Verdal in der Provinz (Fylke) Trøndelag. Die Stadt stellt das Verwaltungszentrum der Kommune Verdal dar und hat 8838 Einwohner (Stand: 1. Januar 2024).

## Geografie
Verdalsøra ist ein sogenannter Tettsted, also eine Ansiedlung, die für statistische Zwecke als eine städtische Siedlung gewertet wird. Die Stadt liegt an der Ostseite des Trondheimsfjords. In Verdalsøra mündet die Verdalselva in den Fjord.

## Geschichte
Der ältere Teil der Stadt liegt auf der Nord- und Ostseite der Verdalselva. Seit 1998 hat Verdalsøra den Stadtstatus.

## Wirtschaft und Infrastruktur

### Verkehr
Der Bahnhof von Verdalsøra wurde im Jahr 1904 eröffnet. Der Bahnhof liegt an der Nordlandsbanen und liegt rund 96 Kilometer vom Trondheimer Hauptbahnhof (Trondheim S) entfernt. Weitgehend parallel zur Nordlandsbanen verläuft die Europastraße 6 (E6) in Nord-Süd-Richtung durch die Gegend. Die E6 stellt unter anderem die Anbindung zu den weiter südwestlich gelegenen Städten Levanger, Stjørdal und Trondheim und der weiter nördlich gelegenen Stadt Steinkjer her.

### Wirtschaft
In Verdalsøra befindet sich ein Hafen mit dazugehörigem Industriegebiet. Der Hafen gehört zum Hafen von Trondheim und ist der größte Industriehafen in Trøndelag. Er wird insbesondere zur Verschiffung von Kalk genutzt.
Für die Wirtschaft von Verdalsøra ist insbesondere die mechanische Industrie von Bedeutung. Unter anderem befindet sich in der Stadt ein Standort von Aker Solutions. Des Weiteren sind in Verdalsøra Betriebe der Lebensmittel-, Beton- und Holzwarenindustrie sowie des Hotel- und Dienstleistungsgewerbes angesiedelt.

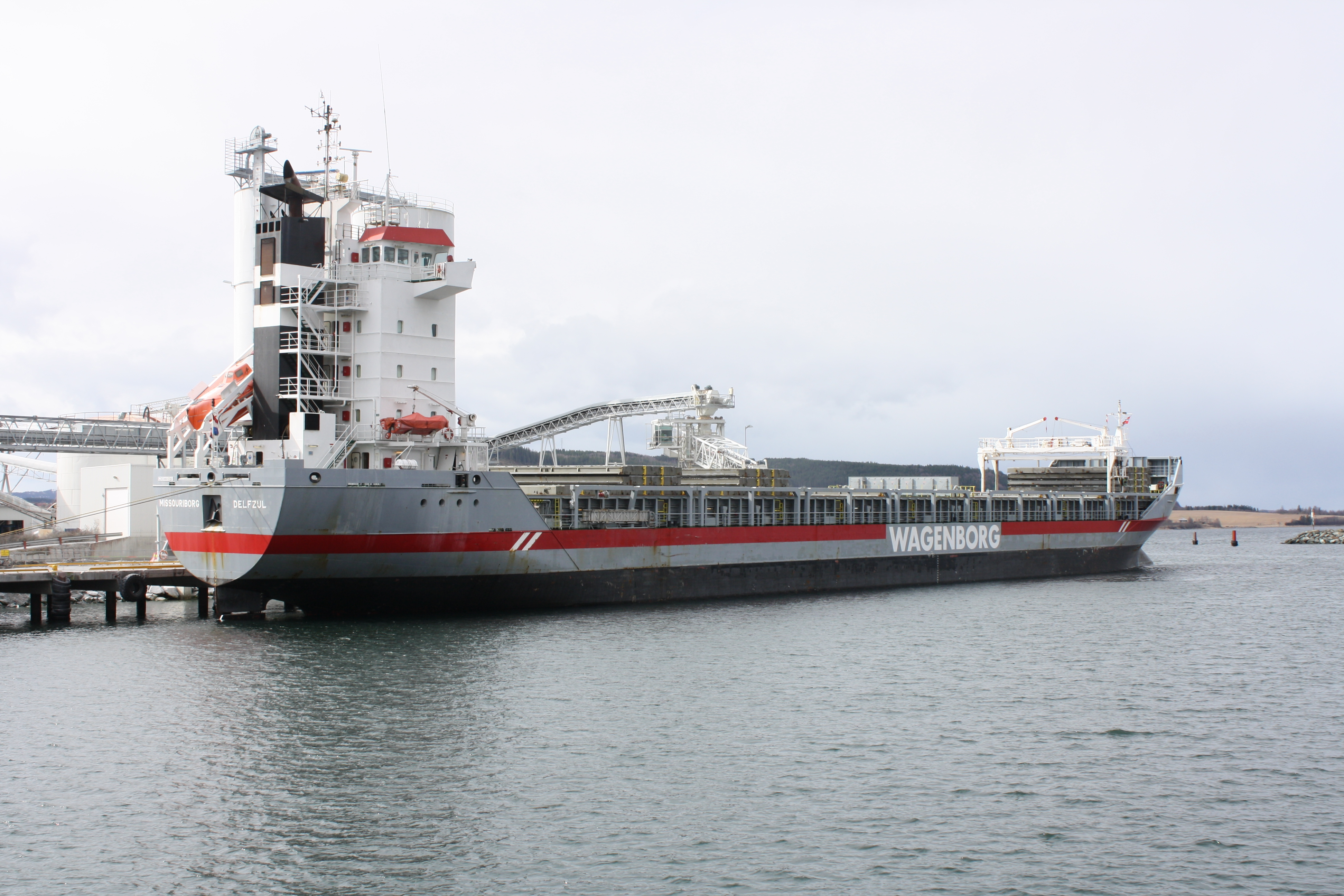
Schiff im Hafen
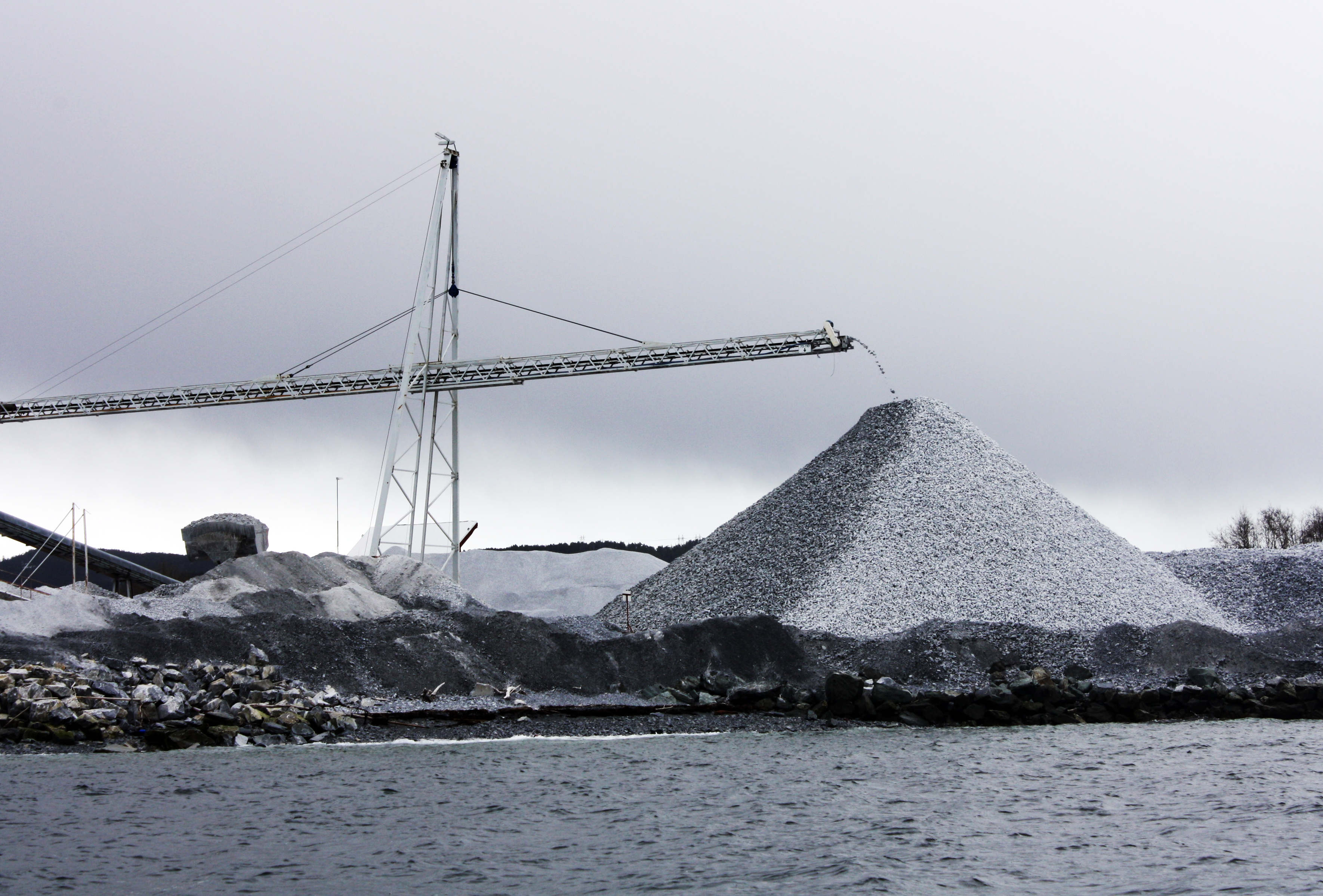
Kalktransportband im Hafen

## Persönlichkeiten
- Ane Skrove Nossum (* 1990), Biathletin